# 2019年愛媛県議会議員選挙
2019年愛媛県議会議員選挙（2019ねんえひめけんぎかいぎいんせんきょ）は、2019年（平成31年）4月7日に投票が行われた愛媛県議会の議員を改選するための一般選挙である。

## 概要
県議会議員の4年の任期満了に伴う選挙であり第19回統一地方選挙の一環として行われた。なお、愛媛県議会議員選挙は1947年（昭和22年）4月に実施された第1回の選挙からいずれも統一地方選挙の日程で実施されている。
2019年3月29日に告示され、定数47に対し60人が立候補。無投票当選が決まった選挙区は5つだった。

## 選挙データ
- 告示日:2019年3月29日
- 投開票日:2019年4月7日
- 改選議席数:47議席
- 選挙区:13選挙区（うち5選挙区で無投票）
- 立候補者:60名（うち10名が無投票当選）

自由民主党:15名
公明党:2名
立憲民主党:5名
日本共産党:3名
国民民主党:1名
愛媛維新の会:1名
無所属:33名

## 選挙結果
自民党は選挙前勢力を維持し、引き続き第一会派となった。国民民主党は唯一の公認候補が落選する一方立憲民主党は議席増となった。公明党、共産党は勢力を維持した。

## 当選者
自民党 
 公明党   立憲民主党 
 愛媛維新の会 
 共産党 
 無所属 
| 伊予郡             | 松下行吉   | 大政博文   |            |            |
| 南宇和郡           | 中田晃太郎 |            |            |            |
| 松山市・上浮穴郡   | 木村誉     | 笹岡博之   | 戒能潤之介 | 帽子大輔   |
| 松山市・上浮穴郡   | 菊池伸英   | 田中克彦   | 山崎洋靖   | 川本健太   |
| 松山市・上浮穴郡   | 西原進平   | 浅湫和子   | 中野泰誠   | 三宅浩正   |
| 松山市・上浮穴郡   | 横田弘之   | 武井多佳子 | 松尾和久   | 角田智恵   |
| 今治市・越智郡     | 徳永繁樹   | 福羅浩一   | 越智忍     | 西岡新     |
| 今治市・越智郡     | 本宮勇     | 菅森実     |            |            |
| 宇和島市・北宇和郡 | 中畑保一   | 赤松泰伸   | 高山康人   | 毛利修三   |
| 八幡浜市・西宇和郡 | 高橋英行   | 梶谷大治   |            |            |
| 新居浜市           | 大石豪     | 古川拓哉   | 西原司     | 石川稔     |
| 西条市             | 明比昭治   | 渡部浩     | 塩出崇     | 黒川理恵子 |
| 大洲市・喜多郡     | 岡田志朗   | 西田洋一   |            |            |
| 伊予市             | 大西誠     |            |            |            |
| 四国中央市         | 鈴木俊広   | 宇高英治   | 森高康行   |            |
| 西予市             | 兵頭竜     |            |            |            |
| 東温市             | 新田泰史   |            |            |            |